# Sant Esteve de la Sarga (església)
Sant Esteve de la Sarga és una església parroquial del terme municipal de Sant Esteve de la Sarga, situada en el poble del mateix nom. És una obra inclosa a l'Inventari del Patrimoni Arquitectònic de Catalunya.

## Descripció
L'obra romànica es veu perfectament a la part inferior de les parets perimetrals, fetes amb carreus petits, senzilla però ben escairats, disposats en filades regulars. És una obra del segle xi. Damunt d'elles hi ha unes altres filades de carreus més tardans, i al capdamunt, parets modernes.
Està documentada des d'antic: el 1055 ja es parla del collo de Sarga, i el 1069 ja surt en un document la parròquia de sant Esteve. Al llarg de tota l'edat moderna es diu que el lloc és de l'abat de Sant Esteve o de l'abat de la Sarga. Tot i que no es té la data de la seva consagració, sí que es té la de la seva dotació: 10 de juny del 1076. Fou construïda, segons l'acta notarial de la dotació, pels senyors del lloc, Bertran Ató i Ermengarda, i fou dotada amb el terç del delme de la Fabregada, el del poble i terres on està situada, i la vila anomenada en aquell moment de la Sarga, amb tots els seus habitants.
Pel que es desprèn del document, Fabregada era el nucli principal del terme, en aquell moment. El senyoriu del qual depenia Bertran Ató era el de la família Montanyana.
El temple és un edifici rectangular, sense absis diferenciat, d'una sola nau. De l'edifici original conserva els murs que formen el perímetre llevat de costat de llevant, on hi degué haver primitivament l'absis, que en algun moment de la història va ser suprimit. En lloc de l'absis hi ha un arc de dovelles de perfil apuntat, posteriorment tapiat. Podria tractar-se de l'arc del presbiteri o, senzillament, del mateix arc de la nau.
La porta és a ponent, i és feta amb un arc de mig punt. Damunt seu, una finestra senzilla d'una sola esqueixada, i més amunt, encara, l'antic campanar d'espadanya, de dos ulls, tapiat posteriorment. Encara, al capdamunt hi ha un campanar d'espadanya nou, més modern i massa petit per al que s'esperaria de l'harmonia de la construcció.
El mur nord mostra perfectament l'obra original, format per carreus de pedra sorrenca ben tallats i disposats de forma molt regular, posats damunt de fileres de carreus de pedra calcària, també ben tallats i disposats. Corresponen a dues fases constructives: la primera, del segle xi, i la superior ja del xii.